# Кругле (Угловський район)
Кру́гле (рос. Круглое) — село у складі Угловського району Алтайського краю, Росія. Адміністративний центр Круглянської сільської ради.

## Населення
Населення — 764 особи (2010; 815 у 2002).
Національний склад (станом на 2002 рік):
- росіяни — 93 %